# Rod (taksonomija)
Rod (lat. genus, u mn. genera) je hijerarhijska stepenica u sistematici biologije.
Rod sadrži jednu ili više vrsta. Sve vrste unutar istog roda imaju uvijek dvodijelno ime, pri čemu prvi dio proizlazi iz naziva roda, dok je drugi dio opis same vrste, najčešće pridjev. Tako porodica dupina ima između ostaloga i rod Tursiops, unutar kojeg je vrsta Tursiops truncatus, veliki dupin ili u Jadranu nazvan i dobri dupin. Biolozi su koristili binomnu nomenklaturu za identifikaciju vrsta otkad ju je prvi upotrijebio švedski prirodoslovac i istraživač Carolus Linnaeus nakon objave u Species Plantarum 1753.
Ako jedan rod sadrži samo jednu vrstu, takav se rod naziva monotipičnim. Rodovi se svrstavaju u porodice.

## Strukturiranje roda
Ako jedan rod sadrži veći broj vrsta koje se mogu razvrstati prema različitim kriterijima, na raspolaganju su sljedeće razine razvrstavanja:
- podrod
- odjeljak
- pododjeljak
- serija
- podserija

Pri tome, biolozi procjenjuju koja se razina čini primjerenom. Značajne razlike u pravilu se izražavaju kroz podrod. Pri tome se kod neznatnih varijacija češće koristi odjeljak. Nema propisa o tome kako treba koristiti neku određenu razinu. Ali pododjeljak se koristi samo, ako je odjeljak već iskorišten. Isto vrijedi i za podseriju i seriju.

## Poveznice
- Dodatak:Popis rodova koji nisu doznačeni nijednoj porodici